# آنتونیوس فغالی
آنتونیوس فغالی (به عربی: أنطونيوس الفغالي) کشیش، شاعر و نویسنده لبنانی در سدهٔ نوزدهم میلادی/سیزدهم هجری بود. تاریخ تولد و درگذشت او معلوم نیست و تا اواخر سدهٔ نوزدهم میلادی زنده بوده است. ینبوع السلوان فی زیارة القربان، روضة الأزهار فی نظم الأشعار، البرهان الوطید فی الرد السدید لتنفیذ زعم نتانائیل خیخا فی نقص ریاسة البابا، أرجوزة ترجمان لسان البیان و قصاید متفرقه از آثار اوست. 